# Кеврола
Кеврола (рос. Кеврола) — присілок в Пінезькому районі Архангельської області Російської Федерації.
Населення становить 688 осіб. Входить до складу муніципального утворення Кеврольське муніципальне утворення.

## Історія
Від 1937 року належить до Архангельської області.
Орган місцевого самоврядування від 2004 року — Кеврольське муніципальне утворення.

## Населення
| 2002 | 2010 | 2012 |
| ---- | ---- | ---- |
| 694  | ↘447 | ↗688 |